# 結氷

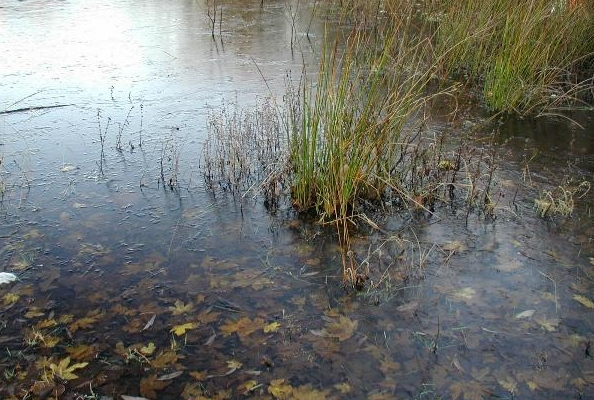
結氷した池

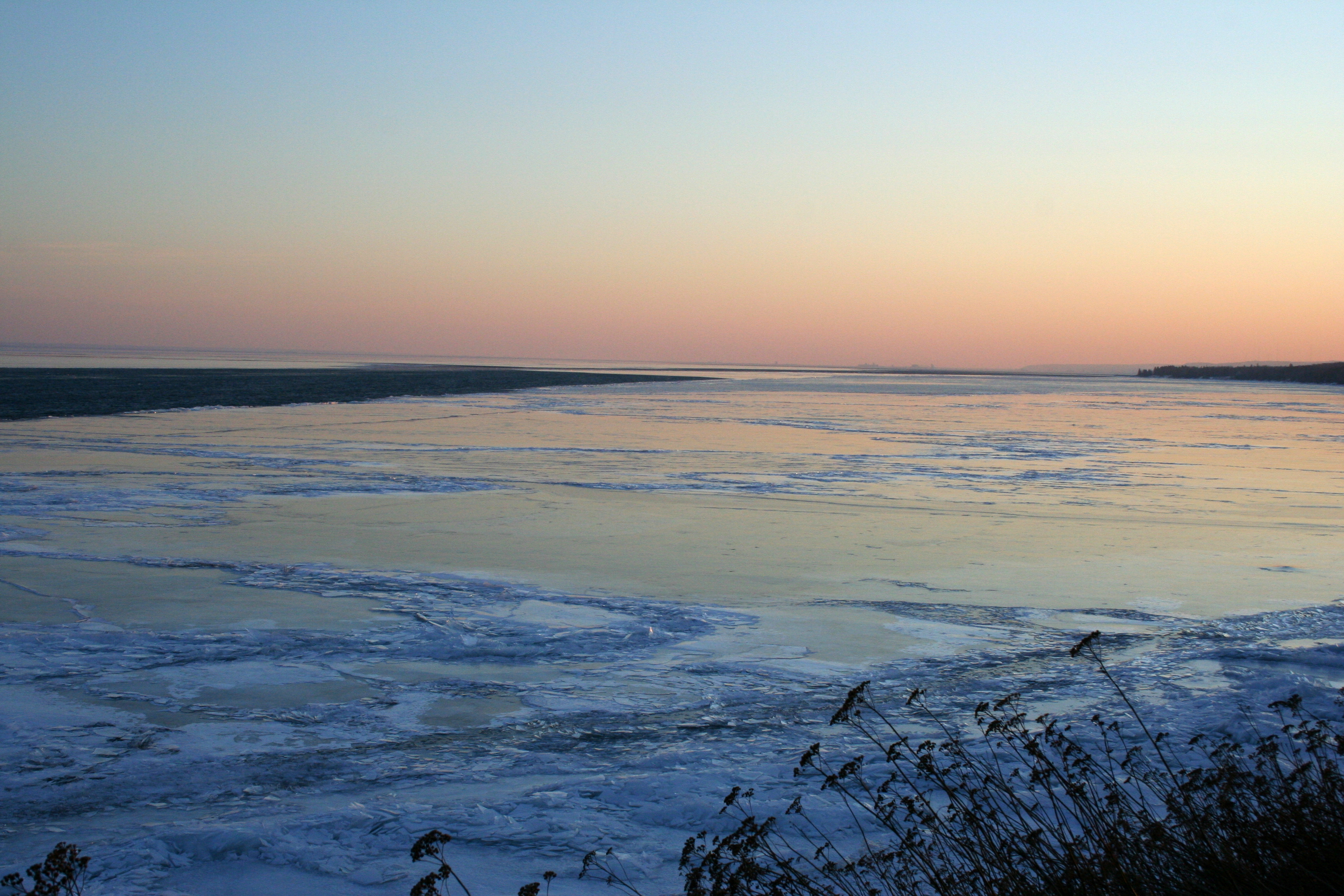
一部が結氷したスペリオル湖

結氷（けっぴょう）とは、海、湖、池、沼、河川などの水面、あるいは滝などの流水が凍結すること。氷結などとも言い、湖などでは全体が結氷すると全面凍結ないし全面結氷と表現される。

## 概要
結氷は、気温が摂氏0度を下回ったときに発生し、より気温が低いほど起こりやすい。ふつう、平地で冬に発生する現象であるが、高地や山岳地帯ではより早く発生し遅く終わる。

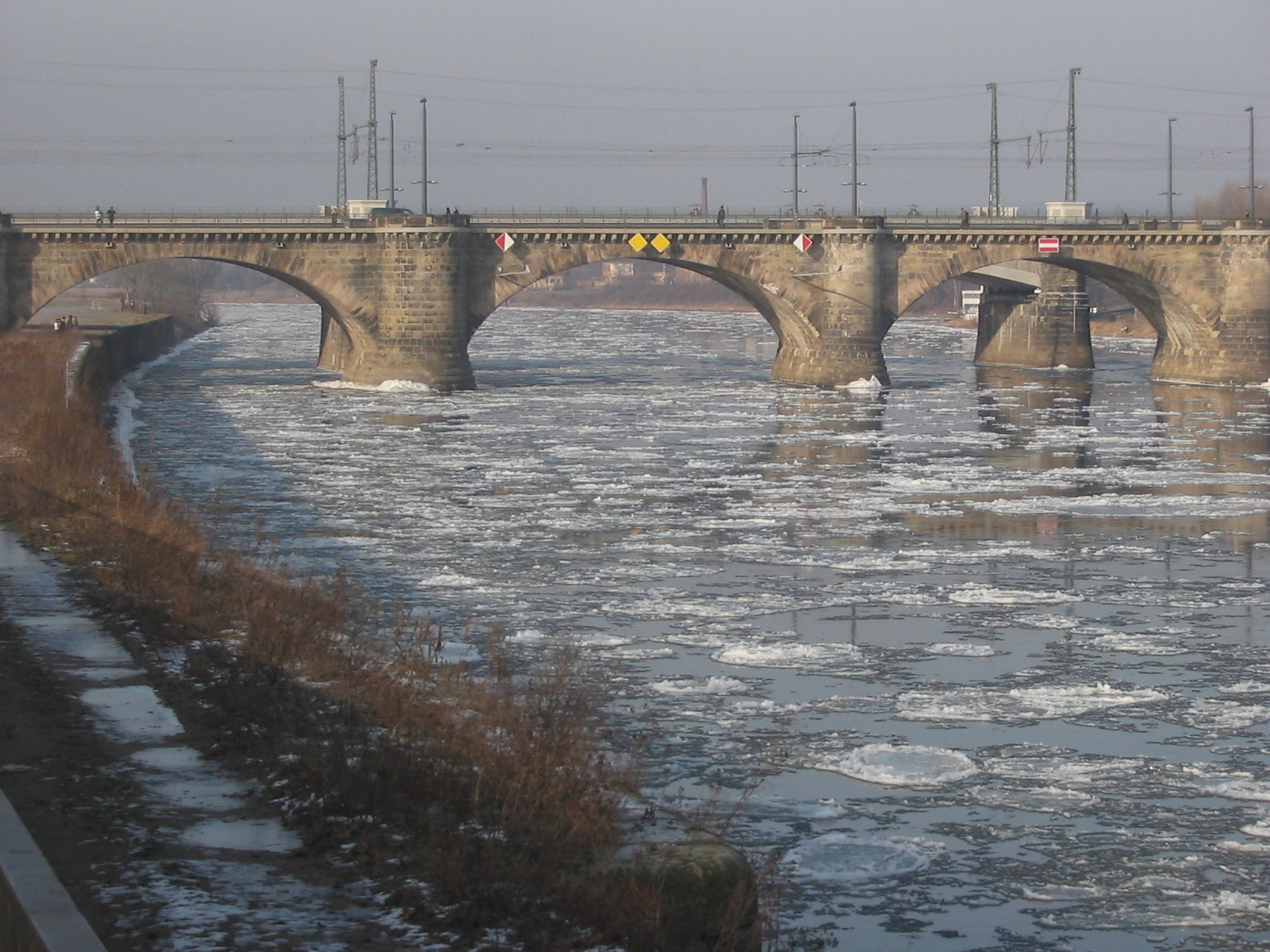
結氷し、氷塊が多数流れるエルベ川

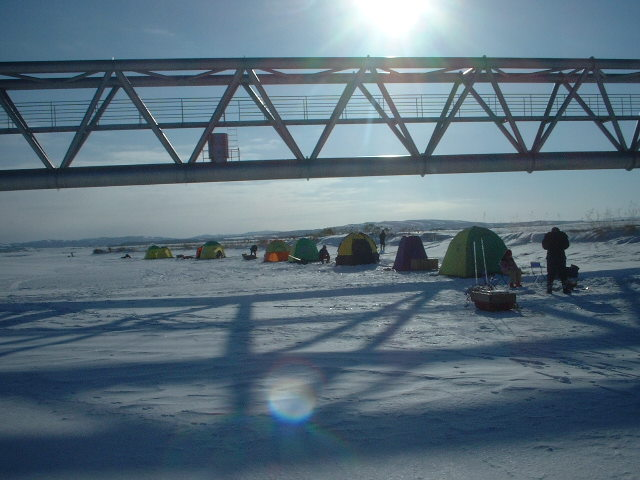
結氷した湖でのワカサギ釣り

結氷した氷のことを、海では海氷、湖では湖氷（こひょう）、河川では川氷・河氷（かわごおり）、滝では瀑氷（ばくひょう）と呼ぶ。また、結氷した滝を氷瀑（ひょうばく）と呼ぶ。
気象庁は毎冬、初めて観測される結氷を初氷（はつごおり）、その日を結氷初日（けっぴょうはつび）としており、日本各地の気象官署で観測されている。また、毎冬最後に観測される結氷を終氷（しゅうひょう）、その日を結氷終日（けっぴょうしゅうじつ）としているが、こちらはデータの性質上その日からしばらく時間が経ってからしか確定しないので、ほとんど知られていない。

## 結氷の条件
- 流れのない湖や池などでは、水面の温度が0℃以下になることが必須条件である。ただ、水面が穏やかな場合や、水に含まれる不純物が少ない場合などは、0℃以下でも凍らずに過冷却となることもある。-10℃前後になれば例外なく凍結する。
- 結氷を左右する温度は水面の温度であり、通常は気温よりも低くなるため、気温が氷点下になるよりも早く初氷が訪れる。水面温度が気温よりも低くなるのは、放射冷却で低い所ほど温度が下がるためである。
- 湖沼の場合、水深が深いと温かい水が遅くまで残存し水面を暖めるため、凍結しにくい。支笏湖は水深が深いことなどから日本最北の「不凍湖」となっている。
- また、結氷には風も関わってくる。水面にさざなみが立つ程度の適度な風があれば、蒸発による潜熱放出が風によって促進されて水面が冷却され、結氷しやすくなる。しかし、風があまりに強いと水面が波立って逆に結氷しにくくなる。また、無風状態の場合は放射冷却が促進されて温度が下がりやすい。
- 雪が降っていると、雪が水面を冷やして結氷しやすくなる。
- 滝の結氷の場合、水面の温度はより低くなければ凍結しない。温度は-10℃～30℃くらいで、滝の水量にも左右される。
- 河川の場合、水量が少なく水深が浅いほど、流速が遅いほど高い温度で凍結する。
- 海や塩湖の場合、塩分濃度が高いとより低い温度でしか凍結しない。河川から流入する淡水の量や分布に左右される。
- 氷柱（つらら）のできる条件は結氷とほとんど同じであり、結氷が起きているときは氷柱ができることが多い。

## 地球温暖化による影響
一般に、凍った海や湖沼、川は色が白いので、凍っていないときに比べてアルベド（太陽放射の反射率）が高く、地球を冷やす効果がある。しかし、地球温暖化によって、結氷が見られる地域はより狭くなり、初氷はより遅く、終氷はより早くなると予想される。北極海などでは温暖化によって、海氷の面積が狭くなるだけではなく、厚さも薄くなることで春に解ける早さが早くなる。一旦、氷の面積が少なくなるとアルベドが下がるので、より多くの熱を吸収して水温が高くなる。それによって、更に氷が少なくなるといった悪循環（正のフィードバック）が起こることが懸念されている。

## 結氷した湖沼
さまざまな段階を経て、湖の水面すべてが凍る全面結氷となる。
湖の氷のタイプは、 primary ice、secondary ice、superimposed ice、agglomerate ice の4種類ある。
湖が凍った後、昼と夜の寒暖差で氷が伸縮を繰り返してできる御神渡りと呼ばれる亀裂ができる現象を見ることができる。御神渡りで有名な場所は、諏訪湖であるが、屈斜路湖などでも見ることができる。
氷結後の氷の下では、硬く閉ざされた水面下の観測が難しく調査例が少ないが、溶存酸素量が低下し、アンモニウム態窒素が増加することが報告されている。濁度は、風や波による攪乱が止まることで、水面側が澄んでおり、水底側は懸濁物質が沈降して濃くなっている。
ただ、氷が透明な期間は植物プランクトンが活動し、水面近くの溶存酸素量は回復する。

### 氷結した湖に生息する動物
氷結した水面下では、コイもフナも代謝を落とし、食事もとらない状態となる。ドジョウやアメリカザリガニなどは、土に埋まって冬眠する。ボラは白い脂肪質の膜で眼を覆って休眠モードとなる。
また、野生のフナなどは、氷結した水域での無酸素状態への耐性として、無酸素環境下でも糖からエネルギーとアルコールを作り出す特殊な代謝経路を持つ。

### 氷結した湖での漁業
カナダ北極圏の先住民であるディネ族は、氷に2か所以上の穴をあけてアイスジガーという板でロープを通した後に網を張る漁業法を考案した。
日本においては、同様に氷に2か所以上の穴をあけて、コマイと呼ばれる板を使いロープを通してから網を張る氷下網漁業、氷下待網漁が野付湾では明治期から行われている。また、屋塚という魚が休める岩を沈め岩の周りの氷に穴をあけて生け簀を作りとらえる方法もある。また、氷下曳網漁である氷曳の歴史は南北朝期までさかのぼるとされる。
また、氷に穴をあけ、そこから釣りを行う穴釣りでワカサギ釣りが行われる。
その他には、アメリカではミネソタ州やウィスコンシン州などの最北端の州以外では違法だが、氷上に穴を掘り、魚型のデコイを入れて動かして魚を集め、暗室の中で銛を構えて待つ方法がある。
中国では、査干湖で氷に大きな穴をあけて馬でウインチを回し網を引き揚げる漁をする「冬捕」は観光資源となっている。

## 結氷した河川
流れが速い川などでは、ロシア語でナレド(英語:Aufeis、中国語では涎流氷)という積層状の氷河ができる。
また、水面がシャーベット状となったものはシガと呼ばれる。
川底にいかり氷ができて川をせき止める氷の状態をアイスジャム（アイスダム）という。洪水を起こして被害が出るため、河川用砕氷船、爆薬、航空機搭載爆弾などを用いてアイスジャムを破壊する。

## 結氷と観光・文化
湖などの結氷はその美しい景観から観光の対象となることが多い。厚い氷が覆って湖面や川面に立つことができる場合は、穴釣りやスケートなどを楽しむことができる。結氷した滝（氷瀑）はときにアイスクライミングの対象となる。

## 結氷の名所
- 諏訪湖 - 条件のよい年には厚い氷が全体を覆い、膨張した湖氷が圧縮されて盛り上がる「御神渡り」が有名である。
- 屈斜路湖 - 全面凍結する湖としては日本で最も面積が広いとされる。
- 然別湖 - 凍結した湖面上に氷上露天風呂などを設け観光客を集める。
- 華厳滝 - 全面凍結する。
- 袋田の滝 - 冬は凍結し、時々全面凍結する。
- 有馬四十八滝 -凍結する滝が多数ある。
- バイカル湖 - 1月 - 5月までの約4か月間程度凍結し、氷の厚さは70 - 115センチメートルほどになる。水深が非常に深いため、気温に対して結氷が遅れる。
- ヴォルガ川 - ヨーロッパ最長の川。ほぼ全域が最大3か月程度凍結する。上流ではより長く、11月下旬から4月中旬ごろまで凍結している。
- レナ川 - 流域において冬の気温が非常に低くいので、凍結期間が長く10月上旬から5月頃まで全域が凍結する。
- エニセイ川 - 半年ほど凍結する。
- オビ川 - 上流では11月 - 4月頃まで、下流（北極圏に近い）では10月下旬から6月上旬ごろまで凍結する。
- マッケンジー川 - 北極圏にある下流では10月 - 5月頃まで凍結する。
- ナイアガラの滝 - 冬に一部が凍結するが、全面凍結は稀。1911年にアメリカ滝が全面凍結している。

ロシア、フィンランド、スウェーデン、ノルウェー、カナダ、アラスカ州などには、1年に6か月以上凍結している湖や河川も少なくない。

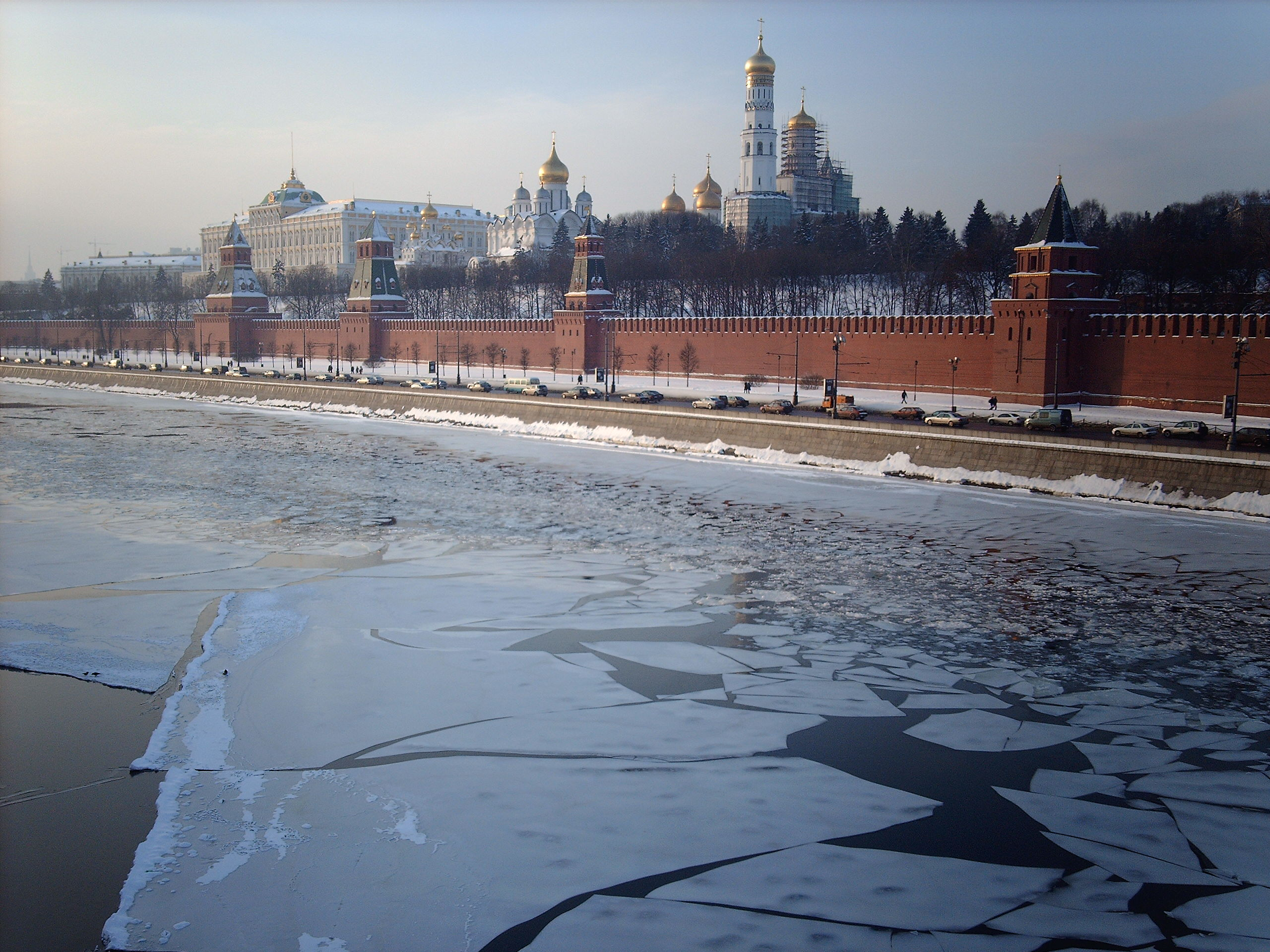
モスクワ、クレムリンを背景に氷が流れる川
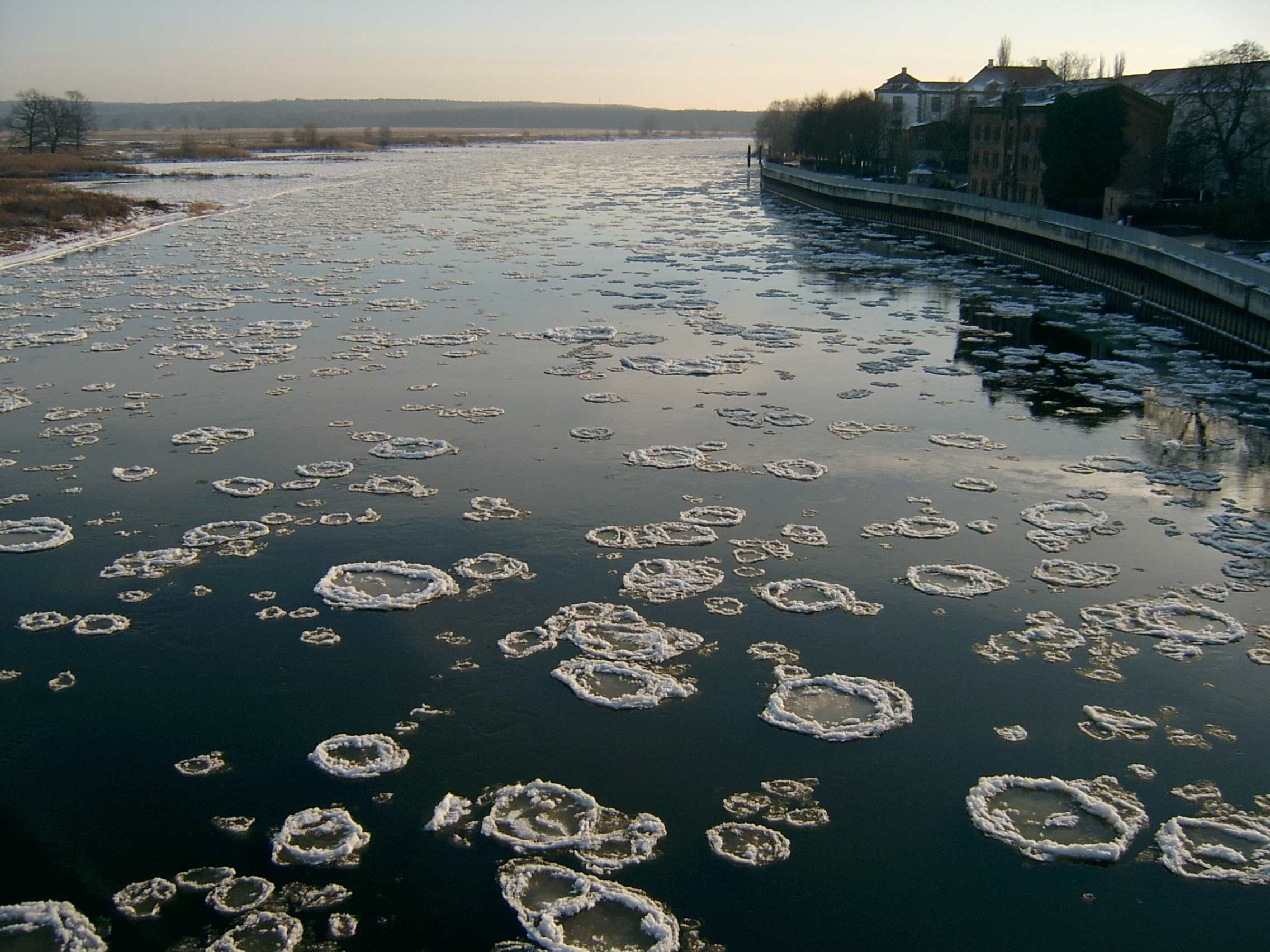
ドイツ、円形の氷が浮かぶ川
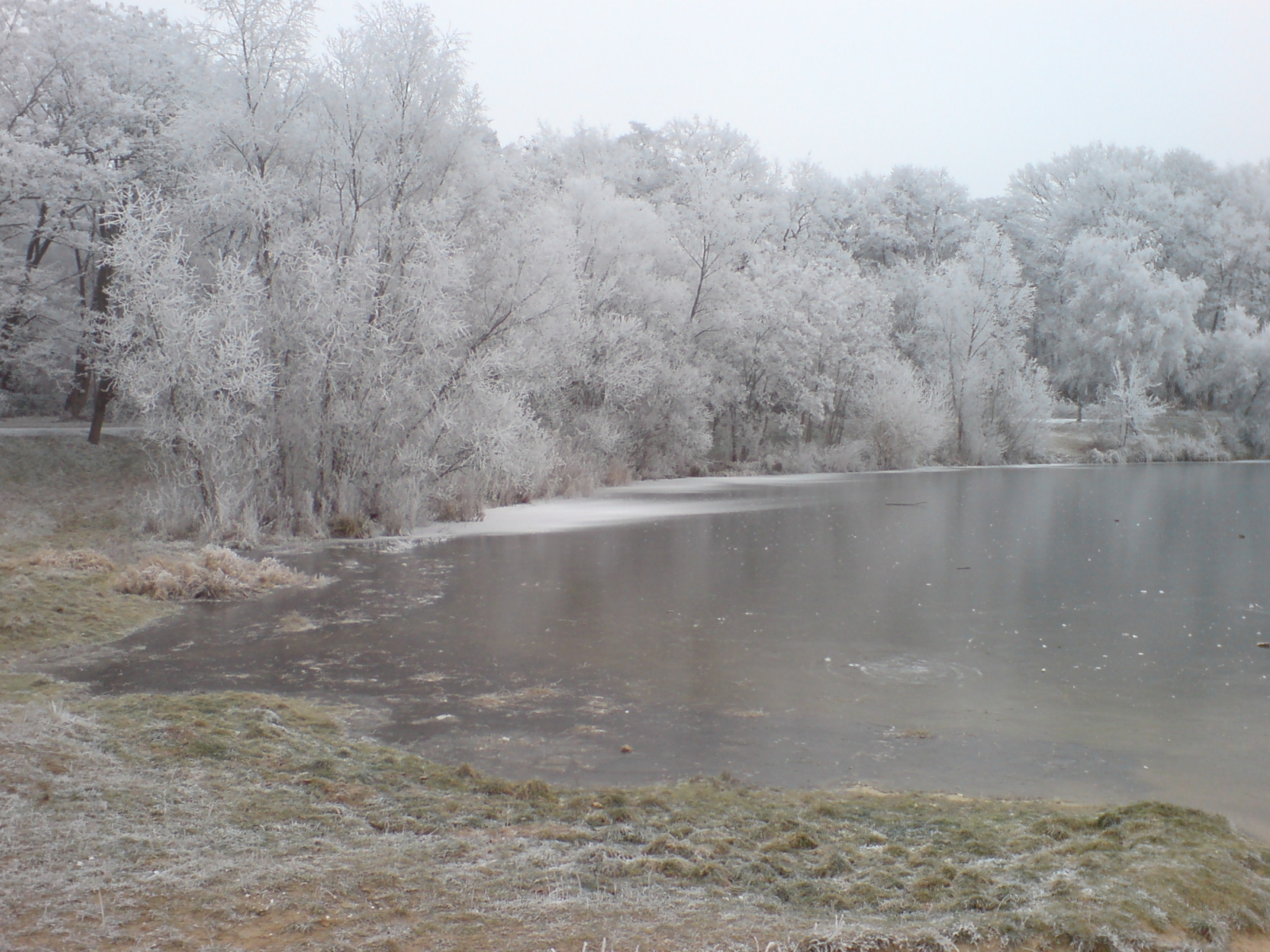
薄く半透明の氷が結氷した池
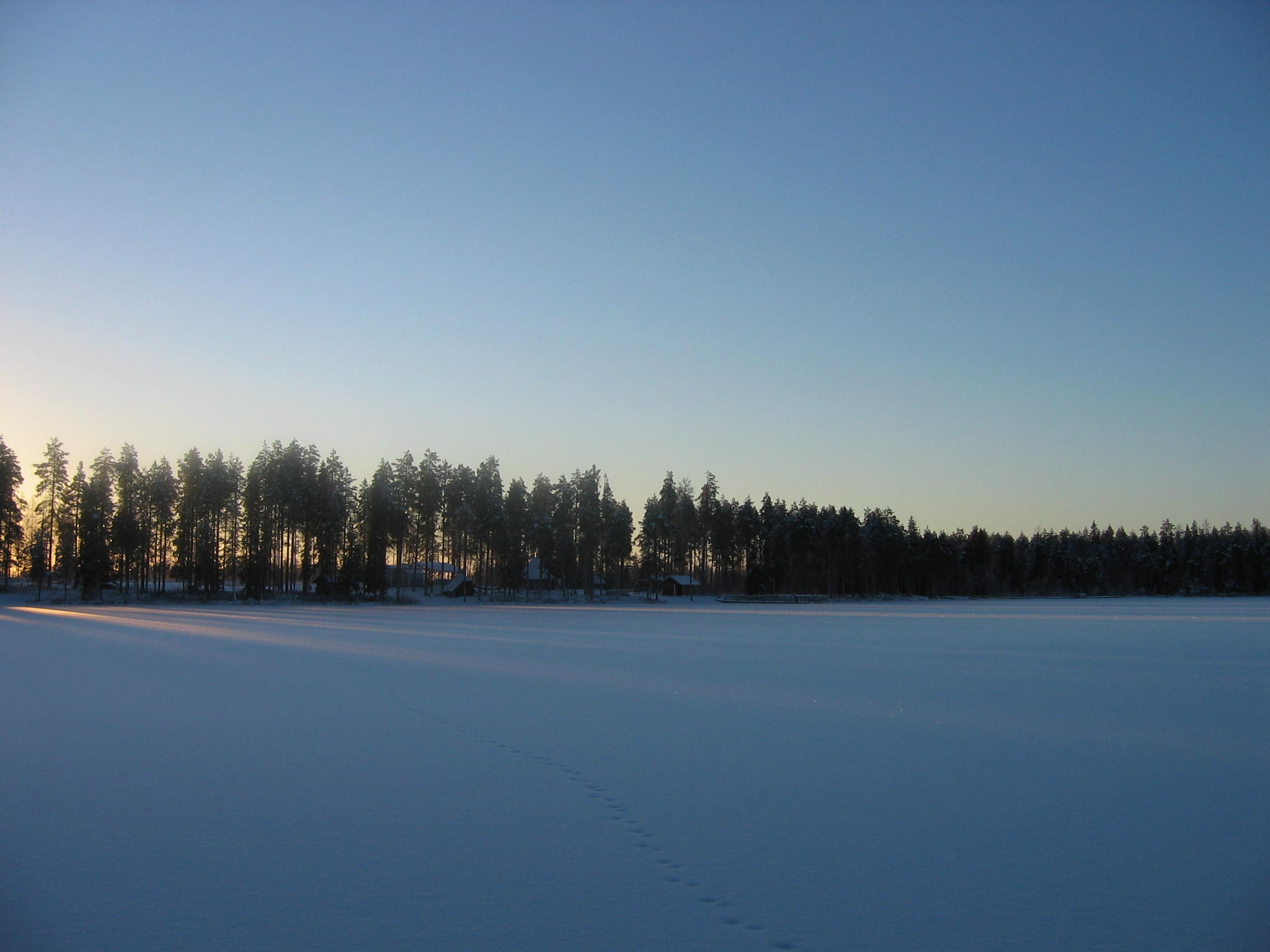
一面雪に覆われた氷湖
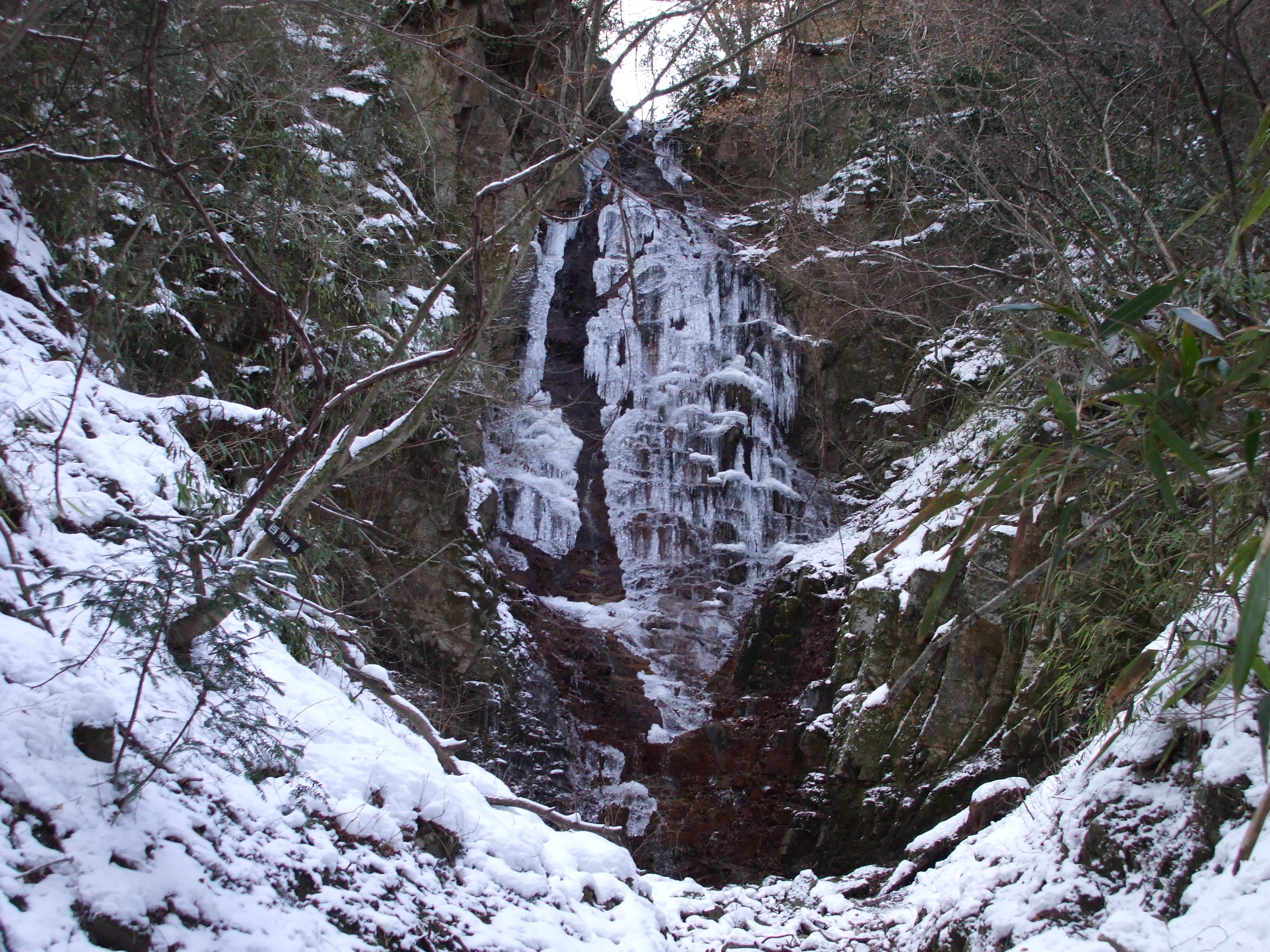
結氷した滝
- ヨセミテ国立公園、晶氷が流れる冬の川

## 初氷と終氷

### 平年値
| 初氷から終氷までの期間 |       |
| ▷10/1                  | 5/31◁ |

|  | 33日 |

### 過去の初氷
北海道
北海道内の観測官署で最も早い初氷は帯広で1893年9月17日（1893年統計開始）、最も遅い初氷は室蘭で1997年12月1日（1924年統計開始）。
札幌で最も早い初氷は1904年9月25日、最も遅い初氷は2010年11月15日（1880年統計開始）。
東北地方
仙台で最も早い初氷は1970年10月20日、最も遅い初氷は1989年12月7日（1927年統計開始）。
関東地方
東京で最も早い初氷は1921年11月5日（1919年11月統計開始）、最も遅い初氷は2016年1月13日。
2016年1月13日 - 最も遅い初氷。この冬の終氷は1月27日で最も早い終氷でもあった。
東海地方
名古屋で最も早い初氷は1913年11月2日、最も遅い初氷は1968年12月24日（1896年統計開始）。
北陸地方
金沢で最も遅い初氷は2022年12月29日。
福井で最も早い初氷は1954年11月12日、最も遅い初氷は1990年12月31日。
近畿地方
大阪で最も遅い初氷は2020年1月2日（1883年統計開始）。
九州地方
福岡で最も早い初氷は1943年11月13日、最も遅い初氷は2005年1月21日（1932年統計開始）。

### 過去の終氷
北海道
北海道内の観測官署で最も遅い終氷は釧路で1922年6月27日（1911年統計開始）、最も早い終氷は室蘭で1948年3月27日（1926年統計開始）。
札幌で最も遅い終氷は1928年6月10日、最も早い終氷は1989年4月7日（1926年統計開始）。
東北地方
仙台で最も遅い終氷は1953年5月3日、最も早い終氷は2008年3月9日（1927年統計開始）。
関東地方
東京で最も遅い終氷は1926年4月27日（1923年11月統計開始）、最も早い終氷は2016年1月27日。
2016年1月27日 - 最も早い終氷。この冬の初氷は1月13日で最も遅い初氷でもあった。
東海地方
名古屋で最も遅い終氷は1928年4月25日、最も早い終氷は2018年2月24日（1926年統計開始）。
北陸地方
金沢で最も早い終氷は2023年1月25日。
近畿地方
大阪で最も早い終氷は2023年1月27日。